# Ліза Вандерпамп
Ліза Джейн Вандерпамп (англ. Lisa Jane Vanderpump; народилася 15 вересня 1960) — англійська телеведуча, бізнесвумен та акторка. З 2013 року вона є головною учасницею серіалу Vanderpump Rules. З 2010 по 2019 рік вона була оригінальною учасницею основного складу серіалу «Справжні домогосподарки з Беверлі-Хіллз». У 2021 році вона вела Overserved з Лізою Вандерпамп. Пізніше в тому ж році вона була показана в Vanderpump Dogs.
Ліза Вандерпамп та її чоловік Кен Тодд володіють і керують мережею ресторанів, барів та клубів, які налічують 36 закладів у Великій Британії та США. Серед них є такі відомі місця як The Shadow Lounge, Bar Soho, SUR Restaurant & Lounge, Villa Blanca, Pump Restaurant, Tom Tom Restaurant & Bar, Vanderpump Cocktail Garden, а також піцерія Vanderpump's Stonebaked. Остання була відкрита у партнерстві з коміком Джимом Стайлусом у 2017 році.

## Раннє життя
Ліза Джейн Вандерпамп, молодша з двох дітей, народилася 15 вересня 1960 року в Дулвічі, Лондон. Її батько, Джон Вандерпамп, працював артдиректором у рекламному агентстві, а мати, Джин, була домогосподаркою. Старший брат Лізи, Марк Вандерпамп, прослуховував кар'єру ді-джея та бізнесмена.
Вандерпамп розпочала займатися балетом вже у віці трьох років і навчалася в Ріверстонській школі в Лі Грін, що знаходиться на півдні Лондона. У дев'ять років вона була прийнята до театральної академії Corona Academy, де продовжила свою театральну освіту.
Після того, як Вандерпамп покинула родинний дім, вона купила собі квартиру в Західному Лондоні, в районі Фулхем. У віці 19 років вона стала фінансово незалежною, маючи лише «хорошу освіту та велику мотивацію».

## Кар'єра

### Розважальні програми
У 13 років Вандерпамп отримала своє перше кіно знімання як статист у титрах романтичної комедії 1973 року під назвою «Дотик до класу». У цьому фільмі вона виконала роль Джулії Аллессіо, доньки персонажа, що грає Гленда Джексон.
У проміжку 1970-х, 1980-х і 1990-х років Вандерпамп зіграла невеликі ролі в різних епізодичних телевізійних програмах, серед яких «Silk Stalkings» і «Baywatch Nights».
Ліза Вандерпамп з'явилася у музичних відео 1980-х років, зокрема в кліпах «Poison Arrow» і «Mantrap» гурту ABC, а також в кліпі «(What) In The Name of Love» дуету Naked Eyes. У 2014 році вона також знялася в музичному відео на пісню «GUY» виконавиці Леді Гаги.
Компанія Vanderpump була відповідальна за створення понад 100 рекламних роликів для різних брендів, серед яких Maltesers, Lilt, Britvic 55 і сигари Hamlet.
У жовтні 2010 року Вандерпамп зробила свій дебют у серіалі «Справжні домогосподарки з Беверлі-Хіллз» на каналі Bravo і стала оригінальним членом цього шоу. Проте, 3 червня 2019 року вона оголосила про свій вихід з програми після участі протягом дев'яти сезонів.
Починаючи з січня 2013 року, Вандерпамп стала членом акторського складу спін-оффу «The Real Housewives of Beverly Hills» під назвою «Vanderpump Rules». Цей шоу зосереджується на персоналі ресторанів і барів, що належать Вандерпамп: SUR Restaurant & Lounge, Pump Restaurant і Tom Tom Restaurant & Bar, розташованих у Західному Голлівуді, Каліфорнія.
У березні 2013 року Вандерпамп взяла участь у 16-му сезоні шоу «Танці з зірками» у парі з професійним танцюристом Глібом Савченко. Вони були другою парою, яка покинула конкурс, зайнявши десяте місце 9 квітня.
У березні 2021 року на телеканалі E! стартував шоу «Надмірно спостережливі з Лізою Вандерпамп», в якому була головною ведучою сама Вандерпамп.
У червні 2021 року вийшов другий спін-офф серіалу «Справжні домогосподарки з Беверлі-Хіллз» під назвою «Собаки Вандерпампа», в якому розповідається про Вандерпамп і її команду, які керують фондом і центром порятунку собак «Собаки Вандерпампа».

### Ресторани, бари та клуби
Перед переїздом до США, Вандерпамп мала участь у проєктуванні 26 ресторанів, барів і клубів у Лондоні, які вона володіла разом зі своїм чоловіком. В даний час пара володіє трьома ресторанами в Каліфорнії: SUR Restaurant & Lounge, який став центром спін-оффу «Vanderpump Rules» з серіалу «Справжні домогосподарки з Беверлі-Хіллз» і розташований у Західному Голлівуді, а також «Pump Restaurant», «Tom Tom Restaurant & Bar».
В серпні 2009 року відкрила свій перший ресторан у США під назвою Villa Blanca. Однак, внаслідок пандемії COVID-19 у 2020 році, вона змушена була оголосити про закриття Villa Blanca.
У березні 2019 року відкрила свій перший заклад у Лас-Вегасі, який називається «Vanderpump Cocktail Garden». Цей заклад розташований у «Caesars Palace».
У квітні 2022 року відкрила свій другий заклад у Лас-Вегасі, який називається «Vanderpump à Paris». Цей заклад розташований у готелі казино «Paris Las Vegas».

### Напої власного виробництва
У лютому 2013 року Ліза Вандерпамп представила на ринок свій перший алкогольний напій під назвою «Vanderpump Vodka».
У січні 2014 року вивела на ринок свій другий алкогольний напій під назвою LVP Sangria, який пізніше був перейменований на Vanderpump Sangria.
У квітні 2017 року Вандерпамп представила своє перше вино під назвою «Vanderpump Rosé».
У квітні 2020 року, після успіху її рожевого вина та відкриття свого власного підприємства «Vanderpump Wines», випустила два нових сорти вина — «Vanderpump Chardonnay» та «Vanderpump Cabernet».

### Інші підприємства
У листопаді 2012 року розпочала свій блог про стиль життя під назвою «Very Vanderpump».
У листопаді 2014 року представила свою лінію товарів для дому під назвою «Vanderpump Beverly Hills Collection by Pop Culture Promotions».
У березні 2017 року Вандерпамп була призначена головним редактором журналу Beverly Hills Lifestyle Magazine. Проте, у жовтні 2018 року вона покинула свою посаду в головному виданні Beverly Hills Lifestyle Magazine.
У липні 2019 року Вандерпамп та Нік Ален запустили спільну лінію домашніх колекцій під назвою Vanderpump Alain.

### Фонд собак Вандерпампів
Після дізнавшись про Фестиваль собачого м'яса в Юйліні та свідчень про жорстоке поводження з тваринами, Вандерпамп і її чоловік Кен вирішили прийняти активну роль у боротьбі з цими жахливими практиками. Вони почали займатись великою кампанією зупинення торгівлі собачим м'ясом в Азії та забороною барбарських тортур над цими тваринами. Цей шлях був важким і тривалим, але Вандерпамп та її чоловік не зупинилися, поки не побачили позитивних змін і руху до кінцевої мети — захисту собак від жорстокості та заборони торгівлі їх м'ясом.
У березні 2017 року заснувала центр порятунку собак Вандерпамп у Лос-Анджелесі, Каліфорнія. Цей центр став місцем, де бездомні собаки отримують догляд, лікування та можливість знайти новий дім. Крім того, Вандерпамп має також фонд у Китаї, який спрямований на захист та допомогу собакам, особливо тим, що постраждали від жорстокого поводження або потрапили в небезпеку. Вона зробила великі зусилля, щоб підвищити свідомість про права тварин і працювала на благо бездомних собак, які потребують допомоги та любові.

## Благодійна робота
У липні 2014 року Вандерпамп отримала Золоту пальмову зірку на Алеї зірок в Палм-Спрінгс.
У серпні 2015 року Вандерпамп була нагороджена Equality California, організацією, що бореться за права ЛГБТ, з престижною нагородою Ally Leadership Award.
У жовтні 2015 року Вандерпамп організувала мирний протестний марш, який проходив від парку МакАртур до генерального консульства Китаю в Лос-Анджелесі. Цей марш став початком руху за припинення жорстокого поводження, тортур і вбивства собак не лише в Юліні, але й по всьому світу. Разом зі своїм чоловіком Кеном та партнером Джоном Сессою, Вандерпамп запустила кампанію під назвою «Зупиніть Юлінь назавжди». Крім того, вона виступала в Конгресі, звертаючись до законодавців щодо цих питань.
У березні 2018 року компанія Vanderpump випустила документальний фільм під назвою «The Road to Yulin… And Beyond», з метою привернення уваги до жорстокої практики Фестивалю собачого м'яса в Юліні та сприяння його припиненню. Цей фільм був створений для того, щоб розповісти про проблеми, пов'язані з цим фестивалем, і залучити більше людей до боротьби за захист прав тварин.

## Особисте життя
Вандерпамп познайомилася зі своїм чоловіком, бізнесменом Кеном Тоддом, у 1982 році в його першому барі Cork's Wine Bar у Кенсінгтоні, Лондон. Після знайомства вони розпочали стосунки, і їх шлюб відбувся 28 серпня 1982 року в Об'єднаній реформатській церкві. У цьому шлюбі народилися їхня донька Пандора, а також вони прийняли сина на усиновлення, на ім'я Макс.
У 2011 році Вандерпамп продала свій будинок у Беверлі Парку за 18,8 мільйона доларів. Після цього вона придбала новий будинок у районі Бенедикт Каньйон за 12 мільйонів доларів.

## Фільмографія

### Кіно і телебачення
| рік      | Показати                    | Роль                                    | Примітки                                             |
| -------- | --------------------------- | --------------------------------------- | ---------------------------------------------------- |
| 1973 рік | Дотик класу                 | Джулія Аллессіо                         | Не зазначений                                        |
| 1974 рік | Джон Галіфакс, джентльмен   | Урсула Марч                             | Епізод: «Епізод #1.1»                                |
| 1975 рік | Томмі                       | Дівчина на різдвяній вечірці            | Не зазначений                                        |
| 1976 рік | Багсі Мелоун                | Дівчина в ресторані Fat Sam's Speakeasy | Не зазначений                                        |
| 1976 рік | Кеті                        | Мері                                    | 2 епізоди                                            |
| 1978 рік | Місяць вбивці               | Енн                                     |                                                      |
| 1979 рік | діти                        | Люсіль Вятт                             | 4 епізоди                                            |
| 1980 рік | Дикі коти Святого Трініана  | Урсула                                  |                                                      |
| 1980 рік | Стрибок у темряві           | Джекі                                   | Епізод: «Jack Be Nimble»                             |
| 1981 рік | Недільний нічний трилер     | Young Eliane Label                      | Епізод: «Я думав, що вони померли багато років тому» |
| 1981 рік | Storybook International     | Кеп О' Раш                              | Епізод: «Cap O' Rushes»                              |
| 1982 рік | Щось у маскуванні           | Сандра Маунт                            | 2 епізоди                                            |
| 1983 рік | ABC Mantrap                 | Саманта                                 |                                                      |
| 1983 рік | Келлі Монтейт               | Сара Райт                               | 6 серій                                              |
| 1990 рік | Абсолютно азбука            | Саманта                                 | Епізод: «Отруйна стріла»                             |
| 1993 рік | Silk Stalkings              | Колін Осгуд                             | Епізод: «Командний дух»                              |
| 1995 рік | Роздільні життя             | Хайді Портер                            |                                                      |
| 1995 рік | Вечір Дозорних Малибу       | Марго Кертіс                            | Епізод: «Just a Gigolo»                              |
| 2014 рік | Повернення                  | Ліза Вандерпамп                         | Епізод: «Валері робить пілота»                       |
| 2016 рік | Королівське похмілля        | Ліза Вандерпамп                         | 1 епізод                                             |
| 2016 рік | Майже по-королівськи        | Ліза Вандерпамп                         | Епізод: «Робота»                                     |
| 2020 рік | Американська домогосподарка | Ліза Вандерпамп                         | Епізод: «Канікули!»                                  |

### Як сама
| рік            | Показати                                                          | Примітки                                              |
| -------------- | ----------------------------------------------------------------- | ----------------------------------------------------- |
| 2010–2019 роки | Справжні домогосподарки Беверлі Хіллз                             | 190 епізодів (сезони 1–9)                             |
| 2010–2013 роки | Шоу Венді Вільямс                                                 | 5 серій                                               |
| 2011–2019 роки | Дивіться, що відбувається в прямому ефірі! з Енді Коеном          | 9 серій                                               |
| 2011 рік       | Шоу Елен Дедженерес                                               | 2 епізоди                                             |
| 2012 рік       | 2012 Hero Dog Awards                                              | ТБ спец                                               |
| 2012 рік       | Міс Всесвіт 2012                                                  | Суддя                                                 |
| 2013–дотепер   | Правила Vanderpump                                                | 168 серій                                             |
| 2013 рік       | Танці з зірками                                                   | Шістнадцятий сезон ; 8 серій                          |
| 2013 рік       | Будь-який вівторок                                                | Короткий фільм                                        |
| 2014 рік       | Миска для кошенят                                                 | Телевізійний фільм                                    |
| 2015 рік       | The World Dog Awards                                              | ТБ спец                                               |
| 2015 рік       | Міс Всесвіт 2014                                                  | Суддя                                                 |
| 2015 рік       | Нагороди реаліті-телебачення                                      | ТБ спец                                               |
| 2015–2022 роки | Розваги Сьогодні ввечері                                          | 11 серій                                              |
| 2017 рік       | Голлівудський медіум із Тайлером Генрі                            | 1 епізод                                              |
| 2017 рік       | Тоді і зараз з Енді Коеном                                        | 2 епізоди                                             |
| 2017 рік       | Дорога в Юлінь і далі                                             | Документальний фільм, а також продюсер                |
| 2019 рік       | Vanderpumped                                                      |                                                       |
| 2019 рік       | Найдивовижніша собака у світі                                     | Фейсбук серіал — 9 серій                              |
| 2019 рік       | Шеф-кухар                                                         | МастерШеф: Розбірка родини знаменитостей              |
| 2019 рік       | Сімейна ворожнеча знаменитостей                                   | Кріссі Тейген і Джон Легенд проти. Правила Vanderpump |
| 2020 рік       | Гаррі та Меган: Королівська родина в кризі                        | Дописувач                                             |
| 2020 рік       | Lights Out з Девідом Спейдом                                      | 1 епізод                                              |
| 2020 рік       | #Graduation2020: Facebook та Instagram святкують випуск 2020 року | Фейсбук ТВ спец                                       |
| 2020 рік       | Бархітектура                                                      | 1 епізод                                              |
| 2020 рік       | Пекельна кухня                                                    | 1 епізод                                              |
| 2021 рік       | Overserved з Лізою Вандерпумп                                     | Хост                                                  |
| 2021 рік       | Pooch Perfect США                                                 | Суддя                                                 |
| 2021 рік       | Vanderpump Dogs                                                   | 6 серій                                               |
| 2022 рік       | Мотель Тріксі                                                     | Епізод: «Рожевий фламінго»                            |